# Écriture impressionniste

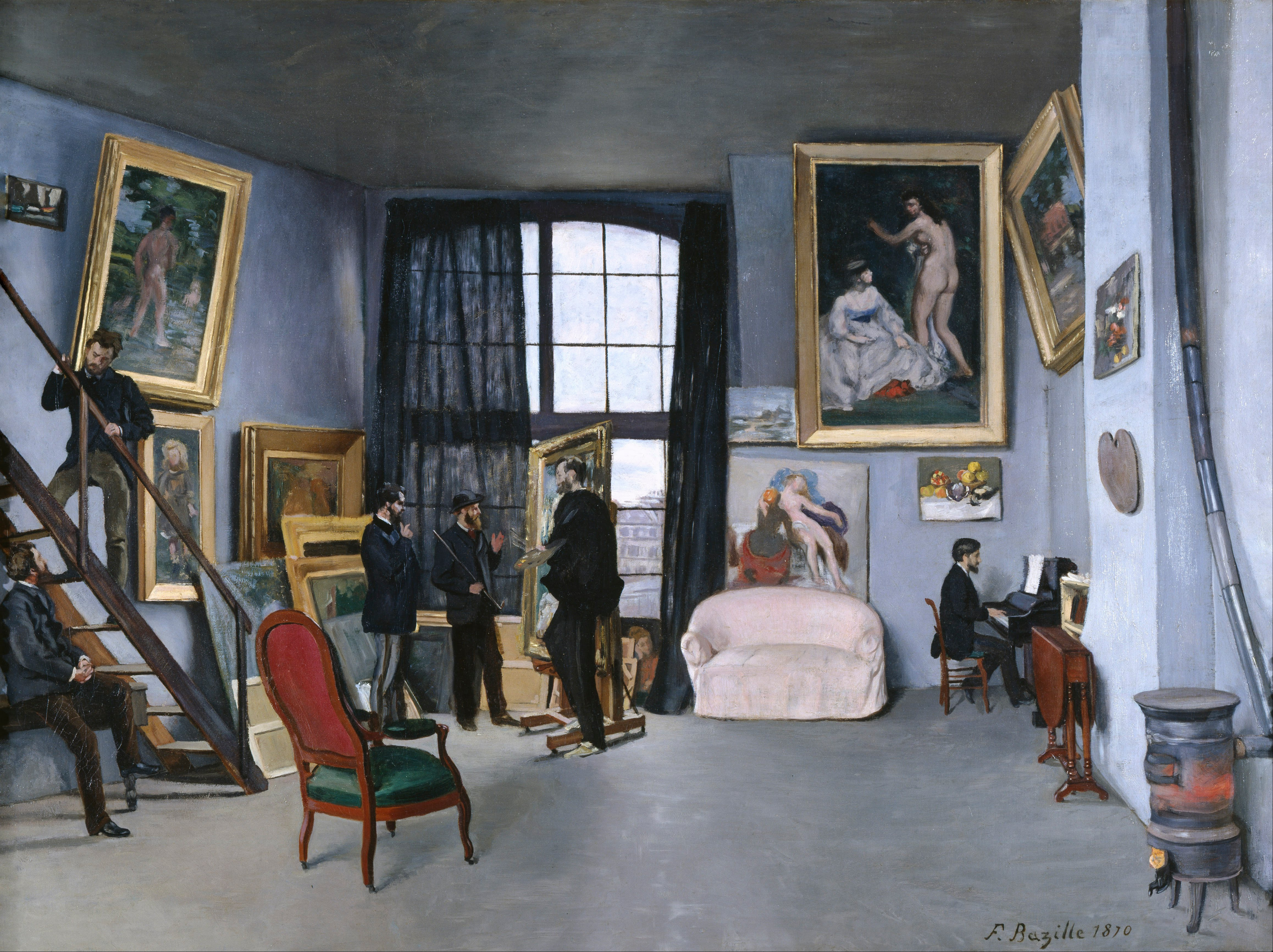
Frédéric Bazille, L'atelier de Bazille, 9, rue la Condamine, huile sur toile, 1870. Y seraient présents Émile Zola (sur l'escalier), Edmond Maître ou encore Zacharie Astruc.

 (octobre 2024).
 (mars 2017).
- Si vous ne connaissez pas le sujet, laissez ce bandeau (vous pouvez alors contacter les auteurs).
- Si vous supprimez le contenu mis en cause (vous pouvez préalablement contacter les auteurs),

argumentez précisément cette suppression dans la page de discussion
(un manque de référence n'est pas un argument ; une recherche réelle de référence doit avoir été effectuée, être formellement documentée).
Pour un article plus général, voir Impressionnisme.
L'impressionnisme en littérature, défini par son objet et son but à la différence du procédé d'écriture impressionniste enseigné par Peter Altenberg et illustré par Henri-Pierre Roché, est un style d'écriture issu du symbolisme associant contemplation de la nature et sentiment intérieur[réf. nécessaire]. Il présente notamment les caractéristiques de s'intéresser aux sensations produites par les paysages lumineux et leurs variations, et à décrire ceux-ci par petites touches comme autant d'effets.
Le genre est illustré au début du XXe siècle par Fernando Pessoa, Jean Moréas, Jean-Louis Vaudoyer, Emile Henriot. On le retrouve dans de nombreuses œuvres, telles L'Œuvre d'Émile Zola, Romances sans paroles de Paul Verlaine, dans Du côté de chez Swann ou À l'ombre des jeunes filles en fleurs de Marcel Proust, où les sentiments l'emportent sur l'objectivité.
La prose de Jean-Pierre Burgart ou encore Enfance de Nathalie Sarraute sont impressionnistes.